# Тевфік Есенч
Тевфік Есенч (тур. Tevfik Esenç, убих. Зэйшъо Тевфик (Zayśua Tevfik); нар. 1904, Баликесір — пом. 7 жовтня 1992, Баликесір) — останній носій убихської мови, представник черкеської громади Туреччини, відомий своєю активною співпрацею у дослідженні й вивченні цієї мови.

## Біографія
Есенч народився у селі Хаджи-Осман в Османській імперії; певний час він жив зі своїм дідом і бабкою, які спілкувалися убихською мовою.
Згодом його було обрано мухтаром (старостою) цього села; відпрацювавши строк своєї легіслатури, він одержав посаду в державній поштовій службі у Стамбулі. Там він зустрівся з французьким лінгвістом Жоржем Дюмезілем, разом з котрим взяв діяльну участь у роботі з вивчення та збереження своєї мови, яка продовжувалася все його життя.
Обдарований чудовою пам'яттю й швидко зрозумівши мету, яку поставили перед ним вчені, він був головним джерелом відомостей не лише з убихської мови, а також з міфології, культури та звичаїв убихського народу. Він володів не тільки убихською, але й хакучинським діалектом адигейської мови, що дало вченим можливість провести важливі компаративні дослідження щодо цих двох представників північно-західної гілки північнокавказької сім'ї мов.
Найвражаючішою рисою убихської мови, що так цікавить лінгвістів, є її неймовірно багатий консонантизм — дослідники налічили в убихській фонетиці 81 приголосний з лише трьома голосними. Тевфік Есенч навіть дозволяв ученим просвічувати себе рентгенівським промінням, щоб допомогти з'ясувати деталі цього надзвичайного явища. Він також декілька разів відвідав Париж і Осло, щоб взяти участь у дослідженнях. Він з великою пошаною ставився до своєї мови, і Дюмезіль вважав його ідіолект убихської найкращим наближенням до літературної убихської мови, що колись існувала.
«Коли Есенч помре, — казав Жорж Дюмезіль, — багато буде втрачено. Однак багато вже й збережено: на відміну від давньогрецької та латини, ми маємо живу убихську мову на магнітофонній стрічці».
Есенч помер в 1992 році у 88-річному віці. Перед смертю він висловив бажання, щоб на його могилі були вирізьблені такі слова:
Це могила Тевфіка Есенча. Він був останнім, хто вмів розмовляти мовою, що звалася убихською.